# Malindi
Malindi – nadbrzeżne miasto w Kenii, położone na południe od ujścia rzeki Athi, 120 kilometrów na północ od Mombasy na drodze do Lamu. Populacja 119,9 tys. (2019). Główny ośrodek turystyczny, szczególnie popularny wśród Włochów. Port lotniczy. W okolicy znajdują się ruiny Gede, miasteczko Watamu oraz dwa morskie parki narodowe (Watamu oraz Malindi Marine).

## Historia
Nieznane są bliżej okoliczności powstania miasta. Znaleziska archeologiczne potwierdzają jednak obecność kultur Bantu. Począwszy od XIV wieku miasto cieszyło się szybkim rozwojem, związanym w dużej mierze z handlem niewolnikami. Plac miejski znajdujący się naprzeciw starego meczetu był miejscem, na którym handlowano niewolnikami, aż do początków XX wieku. Na placu przy meczecie stoi wysoki obelisk dawniej zwieńczony krzyżem (zdjętym przez muzułmanów), który, według miejscowej tradycji postawić miał Vasco da Gama.
Na temat Malindy można znaleźć informacje w kronikach chińskiego admirała Zheng He, który dotarł tam w 1414. Portugalski odkrywca Vasco da Gama odwiedził miasto na swej drodze do Indii. Znalazł tam nawigatorów, którzy poprowadzili go do Kerali w Indiach.

## Infrastruktura
Na północ od miasta znajduje się włoskie centrum kosmiczne Luigi Broglio.